# Olavi Heliövaara
Olavi Konstantin Heliövaara, född 21 februari 1891 i Kuru död 12 oktober 1980 i Uleåborg, var biskop i Uleåborgs stift åren 1954-1963. Han företräddes av Väinö Malmivaara och efterträddes av Leonard Pietari Tapaninen.

## Utmärkelser
- Kommendörstecknet av I klass av Finlands Vita Ros’ orden[1]
- Kommendörstecknet av Finlands Lejons orden[1]

[Redigera Wikidata]